# Telmatoscopus seguyi
Telmatoscopus seguyi är en tvåvingeart som beskrevs av Vaillant 1990. Telmatoscopus seguyi ingår i släktet Telmatoscopus och familjen fjärilsmyggor.
Artens utbredningsområde är Frankrike. Inga underarter finns listade i Catalogue of Life.